# Pigeon Falls (Wisconsin)
Pigeon Falls es una villa ubicada en el condado de Trempealeau en el estado estadounidense de Wisconsin. En el Censo de 2010 tenía una población de 411 habitantes y una densidad poblacional de 331,98 personas por km².

## Geografía
Pigeon Falls se encuentra ubicada en las coordenadas 44°25′30″N 91°12′32″O / 44.42500, -91.20889. Según la Oficina del Censo de los Estados Unidos, Pigeon Falls tiene una superficie total de 1.24 km², de la cual 1.24 km² corresponden a tierra firme y (0%) 0 km² es agua.

## Demografía
Según el censo de 2010, había 411 personas residiendo en Pigeon Falls. La densidad de población era de 331,98 hab./km². De los 411 habitantes, Pigeon Falls estaba compuesto por el 99.27% blancos, el 0.24% eran afroamericanos, el 0% eran amerindios, el 0.24% eran asiáticos, el 0% eran isleños del Pacífico, el 0% eran de otras razas y el 0.24% pertenecían a dos o más razas. Del total de la población el 1.22% eran hispanos o latinos de cualquier raza.